# Gabriel Jaime Santamaría Montoya
Gabriel Jaime Santamaría Montoya (Medellín, 20 de noviembre de 1946-ibidem, 27 de octubre de 1989) fue un político colombiano, miembro de la Unión Patriótica, asesinado por Carlos Castaño Gil en complicidad con el Departamento Administrativo de Seguridad (DAS).

## Biografía
Nacido en Medellín, fue estudiante de la Universidad de Antioquia. Como miembro del Partido Comunista Colombiano, impulsó acercamientos de paz con las FARC-EP, antes de los diálogos de paz del gobierno de Belisario Betancur, que darían lugar a los Acuerdos de La Uribe y a la formación de la Unión Patriótica. Fue elegido como Vicepresidente de la Asamblea Departamental de Antioquia.

## Asesinato
Fue asesinado en su oficina en la Asamblea Departamental de Antioquia por el sicario Marco Antonio Meneses, de 20 años que llevaba un maletín y una subametralladora ingram. Sus escoltas del Departamento Administrativo de Seguridad (DAS) mataron al sicario. Posteriormente se conoció que su muerte fue ordenada por Carlos Castaño Gil.

## Homenajes
Fue homenajeado en el documental Álbumes de memoria y narraciones visuales, Galería Unión Patriótica de su hija Luisa Santamaría Arbeláez.